# Christina Gerarda Enschedé
Christina Gerarda Enschedé (Haarlem, 1791 - 1873) fue una pintora de neerlandesa del sigo XIX

## Biografía
Nació en Haarlem como la quinta de nueve hijos y la tercera hija de Johannes Enschedé Jr. y su mujer Johanna Elisabeth Swaving. Después de la muerte temprana de su padre en 1799 se convirtió en socia del negocio familiar (imprenta Haarlem) pero no tomó parte activa en las actuaciones diarias. Ella y su hermana Sandrina tomaron clases de dibujo y estaban activas en los grupos de sociedad de su madre. El museo de Teyler tiene acuarelas realizadas por ambas mujeres.
Hizo pinturas de bodegones con flores y fruta a la manera de Vincent Jansz van der Vinne y regaló uno a Jan van Walré en 1829 quién escribió un poema sobre ella.
Según el RKD es conocida por sus bodegones que datan en su mayoría de alrededor del 1830. Firmó sus trabajos como C. Enschedé o C.G. Enschedé.
Nunca se casó y vivió en una casa, cerca de la empresa familiar en el Oude Groenmarkt detrás del St. Bavochurch, donde está enterrada en la tumba de la familia.